# Can Puig (Vilaür)
Can Puig és una obra del municipi de Vilaür (Alt Empordà) inclosa en l'Inventari del Patrimoni Arquitectònic de Catalunya. Està situat a l'est del nucli urbà de la població de Vilaür, a poca distància d'aquest i a la zona coneguda com el barri del Puig, en un turó una mica elevat. La finca està delimitada pels carrers de Dalt i d'Accés.

## Descripció
Es tracta d'un gran conjunt format per diverses construccions, envoltades per una tanca perimetral de planta més o menys rectangular. La finca es completa amb els horts, situats a l'altra banda del carrer de Dalt i comunicats amb el recinte arquitectònic a través d'un pas elevat que travessa el carrer. L'edifici principal és de planta quadrada, amb la coberta de teula a dues vessants, a dos nivells. Està distribuït en planta baixa i dos pisos, amb una torre de base quadrada al centre, amb merlets estilitzats al coronament. La façana principal, orientada a migdia, té un portal d'accés d'arc rebaixat adovellat, amb l'escut de la casa i la inscripció "ANTONIUS FECIT ANNO 1786". La major part de les obertures són rectangulars, algunes d'elles emmarcades amb carreus de pedra. Les de la primera planta conserven interessants reixes de forja. Al pis superior, les balconeres també són de forja treballada. A la part superior hi havia un rellotge de sol i una inscripció amb la data del 1786 en un carreu. Actualment ambdós elements estan força malmesos. Les façanes laterals també presenten obertures rectangulars de la mateixa tipologia. Sembla que a l'interior hi ha sales cobertes amb voltes de diferents formes i gran riquesa de pintures i estucs als murs i els sostres.
El conjunt es completa amb diverses construccions annexes, de les que destaca una capella de planta rectangular, a ponent, i un edifici relacionat amb aquesta. La capella tenia estucs decoratius a la façana i pintures a l'interior. A la banda de tramuntana hi ha un edifici rectangular, amb un gran portal de mig punt exterior, amb l'any 1906 tavellat a la porta de ferro, i emmarcat per plafons horitzontals decoratius. La resta d'obertures estan emmarcades amb pedra, incloent les de l'edifici de ponent, una d'elles amb l'any 1799 a la llinda. La mateixa data es repeteix en una finestra situada a la tanca on hi ha l'accés. A la cantonada sud-oest del recinte hi ha una torre de planta quadrada, amb la coberta de pavelló.
La construcció és de paredat de pedra i maons, amb restes del revestiment arrebossat.

## Història
Aquest casal va ser bastit el segle xviii, d'acord amb la inscripció que hi figura a la porta d'accés: "ANTONIUS (l'escut) FECIT ANNO / 1786", encara que molt possiblement existís una construcció anterior en el mateix emplaçament. De la mateixa època que el casal són la capella i, a l'altura de la primera planta, s'obren cinc finestres rectangulars que conserven les reixes del segle xviii. Les reixes i altres elements de forja són obra (estan signats) pel ferrer Claparols. La torre fortificada que corona l'edifici és un element realitzat durant el segle xix. En el jardí hi havia una pedra amb inscripcions del segle xi (1096).